# 海北友雪
海北 友雪（かいほう ゆうせつ、慶長3年（1598年） - 延宝5年9月3日（1677年9月29日）は、日本の江戸時代初期の絵師。安土桃山時代を代表する絵師の一人・海北友松の子。名は道暉、友雪は号。

## 略伝
友松の晩年66歳時の長子とされるが、あまりに遅い子のため養子の可能性もある。若い頃から友松から画技の指導を受けていたらしく、その影響は終生友雪画の細部描写に見て取ることができる。18歳で父を失い海北友雪として画史に登場する以前は、絵屋を営む「小谷」（海北家は小谷城主浅井家に仕えていたため）または「絵屋」忠左衛門と名乗って生計を立てた。その背景には友松が狩野派のような強固な絵師集団を形成していなかった事が挙げられる。現在残っているこの時期の作品は絵馬が大半を占めるものの、史料では絵屋として多種多様な絵を書いていたことが確認でき（『時慶卿記』）、実際山水画や大和絵、武者絵に寺社縁起などの遺品が残る。
絵屋忠左衛門に大きな転機がおとずれたのは、春日局の推挙で徳川家光に召し出され、その御用を仰せ付けられた事である。父友松は春日局の父斎藤利三が山崎の戦いで敗死すると、利三一家を厚く庇護したことがあり、春日局はその旧恩に報いようとしたためだとされる。召し出された時期は海北家に残る『海北家由緒記』にも記されていないが、おそらく寛永半ば過ぎと推測され、江戸に屋敷を与えられ、その頃から友雪を名乗る。当時の好みに合わせようと狩野派に接近、春日局開基で菩提寺の妙心寺塔頭麟祥院「雲竜図」「西湖図」などの襖絵にその強い影響が見られる。以後狩野探幽に従い、明暦・寛文・延宝期の内裏障壁画制作に狩野派外では例外的に毎回参加（『隔蓂記』『海北家由緒書』）。後水尾上皇などの宮廷の御用もしばしば勤め、60代に入って間もなく法橋にも叙せられた。
80歳で死去。法名は覚翁友雪斎道暉居士。墓所は京都十念寺。友雪の長子は僧侶になっていたため、海北友竹が継いだ。以後、海北家は明治まで友雪-友竹-友泉-友馬-友三-友徳-友樵-友真と続き、京都で禁裏などの御用を務める家として存続することになる。他の弟子に海北友賢がいる。

## 代表作
| 作品名             | 技法         | 形状・員数            | 寸法（縦x横cm）   | 所有者                           | 年代                                   | 落款・落款                                                              | 備考 |
| ------------------ | ------------ | --------------------- | ----------------- | -------------------------------- | -------------------------------------- | ----------------------------------------------------------------------- | --- |
| 海北友松夫妻像     | 紙本著色     | 1幅                   |                   | 個人                             |                                        |                                                                         | 重要文化財。1724年（享保9年）に海北友竹による後賛。絵も友雪ではなく、友竹が描いたとする説もある。 |
| 雲龍図             | 紙本墨画     | 襖20面                |                   | 妙心寺麟祥院                     | 1633年（寛永10年）                     |                                                                         | 龍の絵としては、日本絵画史上最大規模の作。 |
| 頼政射怪獣         | 板絵著色     | 1面                   |                   | 清水寺                           |                                        |                                                                         | |
| 田村麿退治夷賊図   | 板絵著色     | 1面                   |                   | 清水寺                           | 1657年（明暦3年）                      |                                                                         | 古今最大級の絵馬として知られる |
| 祇園祭礼図         |              | 六曲一隻              |                   | 八幡山保存会                     | 明暦年間（添状より）                   |                                                                         | |
| 総持寺縁起絵巻     | 紙本著色     | 1巻（詞書9段・絵8段） |                   | 総持寺（茨木市）                 | 1650年代以降                           | 款記「海北友雪斎図」/「海北」朱文壺形印・「道暉」白文方印               | 茨木市指定文化財。 |
| 誓願寺縁起絵       | 絹本著色     | 3幅対の1幅を補作      |                   | 誓願寺                           | 1660年代以降                           |                                                                         | 重要文化財 |
| 日吉山王祭礼図屏風 | 紙本金地著色 | 六曲一双              | 166.0x360.4（各） | 泉屋博古館                       | 友雪60歳代（万治から寛文前期）頃の作か | 款記「海北友雪斎」/「海北」朱文梵鐘形印・「道暉」白文方印               | |
| 徒然草絵巻         |              | 全20巻                |                   | サントリー美術館                 | 1667年（寛文7年）以後                  |                                                                         | |
| 夢窓疎石像         | 絹本著色     | 1幅                   | 108.7x56.5        | 慈照寺                           | 1668年（寛文8年）以前                  | 款記「海北友雪齋」/「海北」白文長方印・「道暉」白文方印                 | 鳳林承章賛 |
| 曳馬図             | 板絵著色     | 1面                   |                   | 清水寺                           | 1669年（寛文9年）                      |                                                                         | |
| 四季隠棲読書図     | 絹本著色     | 4幅                   | 98.2x39.8（各）   | 退蔵院                           | 1671年（寛文11年）                     | 款記「行年七十四歳海北友雪斎圖」/「海北」朱文梵鐘形印・「道暉」白文方印 | |
| 不動明王二童子図   | 絹本著色     | 3幅                   |                   | 三井寺（唐院）                   | 1672年（寛文12年）3月16日              | 「海北」朱文梵鐘形印・「道暉」白文方印                                  | 三幅対だが不動明王と矜羯羅童子・制多迦童子をそれぞれ1幅に描くのではなく、不動明王と二童子を1幅に描いたものを3幅揃えにしたもので、それぞれ僅かな違いはあれどほぼ同じ図様という珍しい構成である。3幅それぞれに全く同じ背部墨書があり、三井寺不動講の本尊にするため松壽院せん海を施主にして作られた作品。 |
| 三十六歌仙扁額     |              |                       |                   | 平野神社                         | 寛文年間                               |                                                                         | 書は近衛基煕 |
| 源平合戦図屏風     | 紙本金地著色 | 六曲一双              | 161.5x360.0（各） | 東京富士美術館                   |                                        |                                                                         | |
| 一の谷合戦図屏風   | 紙本著色     | 六曲一双              | 160.8x357.8（各） | 埼玉県立歴史と民俗の博物館       |                                        |                                                                         | 埼玉県指定有形文化財（絵画） |
| 太平記絵巻         | 紙本著色     | 12巻                  |                   | 埼玉県立歴史と民俗の博物館ほか   |                                        |                                                                         | 埼玉県が巻第一、二、六、七、十を所有（埼玉県指定有形文化財（絵画））。伝海北友雪。公式サイトに画像と解説あり。 |
| 太平記絵巻         |              |                       |                   | 国立歴史民俗博物館               |                                        |                                                                         | 伝海北友雪 |
| 厳島名所図屏風     |              |                       |                   | 林原美術館                       |                                        |                                                                         | |
| 厳島図屏風         |              | 六曲一双              |                   | 個人                             |                                        |                                                                         | |
| 職人絵尽           |              | 全120図               |                   | 個人                             |                                        |                                                                         | |
| 東北院職人歌合絵巻 |              |                       |                   | 目白大学図書館                   |                                        |                                                                         | 「東北院職人歌合」には五番本と十二番本があり、本作は後者。「東北院職人絵合」は断簡や残欠本は多いが完本は少なく、本作品は完本かつ時代が比較的古い善本。 |
| 花鳥図             | 紙本著色     | 二曲一双              | 152.3x171.7（各） | 東京国立博物館                   |                                        |                                                                         | |
| 源氏物語絵巻       |              | 2巻                   |                   | ニューヨーク・バークコレクション |                                        |                                                                         | 伝海北友雪 |

## 参考資料
- 『協和企画25周年記念特別出版 海北友雪 職人尽図 限定版』 協和企画、1983年1月20日（非売品）
- 武田恒夫 『日本の美術324 海北友松』 至文堂、1993年 ISBN 978-4-784-33324-0
- 実方葉子 「《日吉山王祭礼図屏風》を読む ─海北友雪の創意と戦略─」『泉屋博古館紀要』第16巻、1999年9月30日、pp.103-130
- 河合正朝 「海北友雪と新出の龍虎図屏風」『国華』第109編第9冊通巻1419号、2014年1月
- 上野友愛 佐々木康之 内田洸（サントリー美術館）編集 『徒然草 美術で楽しむ古典文学』 サントリー美術館、2014年6月